# Бжозувка (Олькуський повіт)
Бжозувка (пол. Brzozówka) — село в Польщі, у гміні Вольбром Олькуського повіту Малопольського воєводства.
Населення — 517 осіб (2011).
У 1975-1998 роках село належало до Катовицького воєводства.

## Демографія
Демографічна структура станом на 31 березня 2011 року:
|          | Загалом | Допрацездатний вік | Працездатний вік | Постпрацездатний вік |
| -------- | ------- | ------------------ | ---------------- | -------------------- |
| Чоловіки | 262     | 59                 | 168              | 35                   |
| Жінки    | 255     | 57                 | 140              | 58                   |
| Разом    | 517     | 116                | 308              | 93                   |